# Ronaille Calheira
Ronaille Calheira Seara, mais conhecido como Ronaille Calheira (Itabuna, 23 de março de 1984), é um ex-futebolista brasileiro que atuava como atacante.

## Carreira
Calheira estreou em 2004 no Colo Colo de Ilhéus, equipe com quem venceu o Campeonato Baiano de 2006. Em 2008, ele chegou ao Deportes Quindío e Sport Áncash, a equipe que participou da Copa Sul-Americana de 2008 e no qual ele marcou seu primeiro gol internacional contra o Ñublense do Chile. Também foi o artilheiro do Clausura do Peru em 2008. Em fevereiro de 2009 ele se transferiu para o Universitario de Deportes. Sua estréia oficial com o Universitario ocorreu no dia 11 de fevereiro de 2009 no Paraguai contra o Libertad num jogo válido pela Copa Libertadores da América de 2009, o qual terminou com uma derrota para o Gumarelos por 2 a 1. 
Para a temporada de 2010, ele foi contratado pelo recém-promovido León de Huánuco, com o qual alcançou a maior pontuação da série, portanto, chegando à final do Campeonato Peruano de 2010. No entanto, o campeonato foi vencido pelo University San Martin. Além disso, a classificação para a Copa Libertadores de 2011 foi alcançado na melhor temporada da história do León. Calheira o segundo artilheiro da equipe, juntamente com Luis Perea. No início de 2011, Calheira ficou fora da pré-temporada do time por causa de atraso na apresentação, por isso foi deixado de fora da equipe. Em 29 de janeiro, foi contratado pelo América de Cali do Campeonato Colombiano de Futebol. Depois de não ter muitas oportunidades no time, foi emprestado ao Atlético Huila, para a segunda metade da temporada.
Em janeiro de 2012 transferiu-se novamente, mas desta vez para o The Strongest da Bolívia, onde jogou a Copa Libertadores de 2012. Depois de vários dias de negociações, em 1 de março de 2012, o clube do seu passe o transferiu para o Yanbian Baekdu Tigers da China, com um contrato de 3 anos e meio. Depois de terminar o primeiro semestre com poucas oportunidades no seu novo clube, o jogador decidiu rescindir o contrato por mútuo acordo, voltando ao Peru para atuar no León de Huánuco, e em 2013 se transferiu para o Salgueiro de Pernambucano. Em 2013, ele foi negociado para Tarxien Rainbows FC de Malta.

## Título
Colo Colo
- Campeonato Baiano: 2006

Universitario de Deportes
- Campeonato Peruano: 2009